# Csíkcsicsó község
Csíkcsicsó község (románul: Comuna Ciceu) község Hargita megyében, Romániában. Központja Csíkcsicsó, hozzá tartozik Csaracsó.

## Népessége
A 2011-es népszámlálás adatai alapján a község népessége 2679 fő volt.

## Története
2004-ben vált ki Madéfalva községből és szervezték önálló községgé.